# Ernst Otto Beckmann
Pour les articles homonymes, voir Beckmann.
Ernst Otto Beckmann (né le 4 juillet 1853 à Solingen, mort le 13 juillet 1923 à Berlin), est un chimiste allemand.

## Biographie
Après l'obtention de son Abitur (baccalauréat), il acheva d'abord une formation d'aide pharmacien et travailla dans différentes villes. De 1875 à 1878, il étudia la pharmacie et la chimie à Leipzig et passa son doctorat. Il obtint son habilitation à diriger des recherches en 1882 à l'université technique de Brunswick, et revint un an plus tard à Leipzig auprès de Hermann Kolbe et devint bientôt lui-même professeur. Il exerça ensuite à Giessen et Erlangen et revint une nouvelle fois en 1897 à Leipzig. En 1912, il devint directeur du nouvel Institut Kaiser-Wilhelm pour la chimie à Berlin-Dahlem.
Son nom est lié au réarrangement de Beckmann, ainsi qu'au réarrangement intramoléculaire des cétoximes en amides substituées et au thermomètre de Beckmann qui sont présents jusqu'aujourd'hui dans la chimie et la littérature.
Le réarrangement de Beckmann est encore aujourd'hui employé dans l'industrie chimique pour la fabrication de l'ε-caprolactame à partir de l'oxime de la cyclohexanone. À partir du ε-caprolactame, on synthétise des polyamides.
Beckmann est enterré au cimetière de Dahlem.

## Literatur
- Hermann Haupt, Georg Lehnert: Chronik der Universität Gießen, 1607–1907. Verlag Alfred Tölpelmann, Gießen 1907, S. 53.
- Herrmann A. L. Degener: Wer ist’s. Unsere Zeitgenossen – Zeitgenossenlexikon. Selbstverlag, Leipzig 1908, S. 73.
- (de) Georg Lockemann, « Beckmann, Ernst Otto », dans Neue Deutsche Biographie (NDB), vol. 1, Berlin, Duncker & Humblot, 1953, p. 725–726 (original numérisé).